# Championnat du monde féminin moins de 18 ans de hockey sur glace 2011
Navigation
Championnat du monde 2010 Championnat du monde 2012
Le Championnat du monde féminin moins de 18 ans de hockey sur glace 2011 est la quatrième édition de cette compétition organisée par la Fédération internationale de hockey sur glace (IIHF). Elle a lieu du 1er au 8 janvier 2011 à Stockholm, en Suède.
Les États-Unis remportent leur troisième titre en quatre ans en finale contre le Canada sur la marque de 5-2. La Finlande complète le podium.
Indépendamment, la Division I est disputée à Dmitrov en Russie du 28 mars au 3 avril 2011.

## Division élite

### Présentation
La Division élite a lieu du 1er au 8 janvier 2011 à Stockholm, capitale de la Suède.
Les deux patinoires utilisées sont la Stora Mossens Ishall et la Husby Ishall, respectivement d'une capacité de 2 180 et de 1 980 places.

### Format de compétition
Les huit équipes participantes sont réparties en deux groupes de quatre disputés sous la forme de championnats à match simple. Le premier de chaque groupe se qualifient directement pour les demi-finales tandis que les équipes classées deuxième et troisième passent par des quarts de finale. S'ensuivent les demi-finales, la finale et les matchs de classement pour la troisième et la cinquième place. De leur côté, les équipes classées à la dernière place leur poule s'opposent dans une série jouée au meilleur des trois matchs, le perdant étant relégué en Division I pour l'édition 2012.
| Groupe A - Canada - Allemagne - Finlande - Suisse (P) | Groupe B - États-Unis - Suède - Japon - Tchéquie |

### Tour préliminaire

#### Groupe A
|   | Équipe    | PJ | V | VP | DP | D | Pts | BP | BC | +/- |
| - | --------- | -- | - | -- | -- | - | --- | -- | -- | --- |
| 1 | Canada    | 3  | 3 | 0  | 0  | 0 | 9   | 23 | 2  | +21 |
| 2 | Allemagne | 3  | 2 | 0  | 0  | 1 | 6   | 6  | 10 | -4  |
| 3 | Finlande  | 3  | 1 | 0  | 0  | 2 | 3   | 4  | 8  | -4  |
| 4 | Suisse    | 3  | 0 | 0  | 0  | 3 | 0   | 4  | 17 | -13 |

#### Groupe B
|   | Équipe     | PJ | V | VP | DP | D | Pts | BP | BC | +/- |
| - | ---------- | -- | - | -- | -- | - | --- | -- | -- | --- |
| 1 | États-Unis | 3  | 3 | 0  | 0  | 0 | 9   | 28 | 1  | +27 |
| 2 | Suède      | 3  | 2 | 0  | 0  | 1 | 6   | 5  | 13 | -8  |
| 3 | Tchéquie   | 3  | 1 | 0  | 0  | 2 | 3   | 6  | 15 | -9  |
| 4 | Japon      | 3  | 0 | 0  | 0  | 3 | 0   | 3  | 13 | -10 |

### Tour de relégation
Tous les horaires sont locaux (UTC+1)
| 5 janvier 2012 12:00 | Suisse | 4-0 (0-0; 2-0; 2-0) | Japon  | Husby Ishall Affluence : 67 |
| 7 janvier 2012 17:30 | Japon  | 5-1 (0-1; 3-0; 2-0) | Suisse | Husby Ishall Affluence : 68 |
| 8 janvier 2012 12:00 | Suisse | 5-1 (1-0; 3-1; 1-0) | Japon  | Husby Ishall Affluence : 58 |

### Phase finale
Toutes les rencontres sont disputées à la Stora Mossens Ishall. Tous les horaires sont locaux (UTC+1).
|  | Quarts de finale       | Quarts de finale      |                       |                        | Demi-finales          | Demi-finales          |  |  | Finale                | Finale                |
|  | Quarts de finale       | Quarts de finale      |                       |                        | Demi-finales          | Demi-finales          |  |  | Finale                | Finale                |
|  |                        |                       |                       |                        |                       |                       |  |  |                       |                       |
|  | 5 janvier 2011, 15:30  | 5 janvier 2011, 15:30 |                       |                        | 7 janvier 2011, 19:00 | 7 janvier 2011, 19:00 |  |  | 8 janvier 2011, 19:00 | 8 janvier 2011, 19:00 |
|  | 5 janvier 2011, 15:30  | 5 janvier 2011, 15:30 |                       |                        | 7 janvier 2011, 19:00 | 7 janvier 2011, 19:00 |  |  | 8 janvier 2011, 19:00 | 8 janvier 2011, 19:00 |
|  | 5 janvier 2011, 15:30  | 5 janvier 2011, 15:30 | États-Unis            | 14                     |                       |                       |  |  | 8 janvier 2011, 19:00 | 8 janvier 2011, 19:00 |
|  | Allemagne              | 1                     | États-Unis            | 14                     |                       |                       |  |  | 8 janvier 2011, 19:00 | 8 janvier 2011, 19:00 |
|  | Allemagne              | 1                     | République tchèque    | 1                      |                       |                       |  |  | 8 janvier 2011, 19:00 | 8 janvier 2011, 19:00 |
|  | Tchéquie               | 3                     | République tchèque    | 1                      |                       |                       |  |  | 8 janvier 2011, 19:00 | 8 janvier 2011, 19:00 |
|  | Tchéquie               | 3                     | 7 janvier 2011, 15:30 | 7 janvier 2011, 15:30  | États-Unis            | 5                     |  |  |                       |                       |
|  | 5 janvier 2011, 19:00  |                       | 7 janvier 2011, 15:30 | 7 janvier 2011, 15:30  | États-Unis            | 5                     |  |  |                       |                       |
|  |                        | Canada                | 7 janvier 2011, 15:30 | 7 janvier 2011, 15:30  | 2                     |                       |  |  |                       |                       |
|  | Suède                  | Canada                | 7 janvier 2011, 15:30 | 7 janvier 2011, 15:30  | 2                     | 2                     |  |  |                       |                       |
|  | Suède                  | Finlande              | 1                     |                        |                       | 2                     |  |  |                       |                       |
|  | Finlande               | Finlande              | 1                     | 3 (P)                  |                       |                       |  |  |                       |                       |
|  | Finlande               | Canada                | 6                     | 3 (P)                  |                       |                       |  |  |                       |                       |
|  |                        | Canada                | 6                     | Match pour la 3e place |                       |                       |  |  |                       |                       |
|  | Match pour la 5e place |                       |                       |                        |                       |                       |  |  |                       |                       |
|  | 7 janvier 2011, 12:00  | 7 janvier 2011, 12:00 | 8 janvier 2011, 15:30 | 8 janvier 2011, 15:30  |                       |                       |  |  |                       |                       |
|  | 7 janvier 2011, 12:00  | 7 janvier 2011, 12:00 | 8 janvier 2011, 15:30 | 8 janvier 2011, 15:30  |                       |                       |  |  |                       |                       |
|  | Allemagne              | 0                     | République tchèque    | 0                      |                       |                       |  |  |                       |                       |
|  | Allemagne              | 0                     | République tchèque    | 0                      |                       |                       |  |  |                       |                       |
|  | Suède                  | 2                     | Finlande              | 3                      |                       |                       |  |  |                       |                       |
|  | Suède                  | 2                     | Finlande              | 3                      |                       |                       |  |  |                       |                       |

### Bilan
Pour la quatrième fois en autant d'éditions, les deux sélections nord-américaines se retrouvent en finale. Les américaines reconquièrent le titre perdu l'année précédente en venant à bout de leurs adversaires sur la marque de 5-2 . La Finlande monte pour la première sur le podium de cette catégorie en dominant la République tchèque 3 buts à 0 . De retour dans l'élite, la Suisse se maintient après avoir remporté le tour de relégation deux victoires à une face au Japon qui se voit relégué en Division I pour l'édition 2012 .
Pour la première fois, une joueuse européenne est désignée parmi les meilleures joueuses du tournoi, la gardienne de but finlandaise Isabella Portnoj. Deux joueuses américaines remportent les autres distinctions : Milica McMillen en tant que meilleure défenseure et Alex Carpenter en tant que meilleure attaquante . Carpenter termine également en tête du classement des points avec 10 inscrits (6 buts et 4 aides), à égalité avec ses compatriotes Hannah Brandt (5 buts et 5 aides) et Amanda Pelkey (4 buts et 6 aides)  .
|                    | Équipe     |
| ------------------ | ---------- |
| Médaille d'or      | États-Unis |
| Médaille d'argent  | Canada     |
| Médaille de bronze | Finlande   |
| 4                  | Tchéquie   |
| 5                  | Suède      |
| 6                  | Allemagne  |
| 7                  | Suisse     |
| 8                  | Japon      |

## Division I
La Division I se déroule du 28 mars au 3 avril 2011 à Dmitrov en Russie. Les rencontres ont lieu à la Palais des Sports. La Russie est promu en Division élite pour l'édition suivante.
|   | Équipe     | PJ | V | VP | DP | D | Pts | BP | BC | +/- |
| - | ---------- | -- | - | -- | -- | - | --- | -- | -- | --- |
| 1 | Russie     | 5  | 5 | 0  | 0  | 0 | 15  | 44 | 2  | +42 |
| 2 | Slovaquie  | 5  | 4 | 0  | 0  | 1 | 12  | 19 | 11 | +8  |
| 3 | Autriche   | 5  | 3 | 0  | 0  | 2 | 9   | 19 | 14 | +5  |
| 4 | Norvège    | 5  | 2 | 0  | 0  | 3 | 6   | 16 | 11 | +5  |
| 5 | France     | 5  | 1 | 0  | 0  | 4 | 3   | 5  | 25 | -20 |
| 6 | Kazakhstan | 5  | 0 | 0  | 0  | 5 | 0   | 8  | 48 | -40 |

- Meilleures joueuses[8],[9].
  - Meilleure gardienne de but : Romana Kiapesova (Slovaquie)
  - Meilleure défenseure : Angelina Gontcharenko (Russie)
  - Meilleur attaquante : Anna Meixner (Autriche)
  - Meilleure pointeuse : Lioudmila Beliakova (Russie), 16 points (11 buts et 5 aides)